# ワンス・アポン・ア・スタジオ -100年の思い出-
『ワンス・アポン・ア・スタジオ -100年の思い出-』（原題: Once Upon a Studio）は、2023年のアメリカ合衆国の実写／アニメーション短編映画。

## 概要
ダン・エイブラハムとトレント・コーリーが監督を務め、ウォルト・ディズニー・アニメーション・スタジオが製作、ウォルト・ディズニー・ピクチャーズが公開した。本作には543を超えるディズニー・アニメーションのキャラクターが登場する。
2023年10月16日に迎えるウォルト・ディズニー・カンパニーの100周年にインスパイアされた本作は、コーリーとエイブラハムによってウォルト・ディズニー・アニメーション・スタジオへの「ラブレター」と表現された。アートスタイルは、CG、セルアニメ、実写を組み合わせたもの。
本作は、2023年6月11日にアヌシー国際アニメーション映画祭でプレミア上映され、同年10月15日に傘下のテレビ局であるアメリカ・ABCテレビで『ワンダフル・ワールド・オブ・ディズニー: ディズニー100周年記念セレブレーション』の一環として『ミラベルと魔法だらけの家』と共にTVで初放送された後、11月22日に『ウィッシュ』と共に劇場公開された。またミッキーマウスの短編映画がスクリーンで同時上映されたのはアメリカで2013年公開の「ミッキーのミニー救出大作戦」以来10年ぶりのことである。
冒頭に登場するベテランアニメーターのバーニー・マッティンソンは公開を待たずにこの世を去り、本作は彼に捧げられている。本作の二人の監督もカメオ出演している。

## あらすじ
ディズニー・レジェンドのバーニー・マッティンソンが「スタジオの壁と話せたらいいのに」と願うシーンからはじまる。その後、妖精・ティンカー・ベルから人々がいなくなったことを聞いたミッキーマウスとミニーマウスが壁の絵から飛び出し、スタジオ中のキャラクターを集めて集合写真を撮ろうと計画する。自由に飛び回るピーター・パン、長い廊下を通って撮影に向かうシスーとジム、階段を降りて写真撮影へと向かう途中転がるトロールの上に乗ってしまうアラジンとアブー、ヴァネロペが運転するキャンディ・カートの助手席に乗るドジャー、エリオットとともに空を飛び写真撮影へと向かうコーディ、海に乗って写真撮影へと向かったモアナに巻き込まれて地上へ到着してしまうフランダーは呼吸できなくなり慌てたモアナはマーリンに相談し、マッドハッターの帽子を即席の水槽にしてフランダーの安全を確保する。偽金を掴まされて自動販売機に八つ当たりするストロンボリ、エルサに氷漬けにされるハンス、スローな動きでエレベーターに乗ろうとするフラッシュ、ジーニーを描くオラフ、筋肉を自慢するガストン、それを妨害して大笑いするチェシャ猫、蜂蜜の食べ過ぎで絵から出られないくまのプーさんと仲間たち、パスカル、クリキー、プア、ミーコなどと仲良くなったアントニオ、ジャックとガスを食べようとするジョアンナ、それを追い払うプルート、スクルージが落としだ金貨袋を回収し撮影に向かうロビン・フッドとリトル・ジョン、エレベーターをぎゅうぎゅう詰めにするベイマックス、アースラに惚れるスプラット、シンデレラの代わりに靴を落とすチャーミング王子、クララベルに催眠術をかけるカー、彼をフライパンで懲らしめるラプンツェル、スタジオのドアに激突したラルフを馬鹿にしていたところを暴走するトード氏と魔法のじゅうたんに轢かれそうになっていたスカー、危うくグーフィーの梯子でやられそうになるイカボード、帽子をピンクとブルーに変えようとするフローラとメリーウェザーなどディズニーの仲間たちはそれぞれの個性を出しながら撮影の準備に大忙し。そんな中ミッキーはウォルト・ディズニーの肖像画を見つめて「ショーを続けよう」と語りかけその場を後にしてダンボに乗り撮影に向かう。ラフィキからカメラを渡されたグーフィーは早速写真を撮影しようとするも、持ち前のうっかりさが原因でカメラを壊してしまい、スティッチが壊したカメラのパーツをかじっていたところ、リロに手を引かれて戻っていった。それを見ていたキャラクターたちは「また100年後まで待つしかない」とショックで帰ろうとするが、ミッキーは引き留めようとする。それを後押しするようにアラナデールが得意のバンジョー、スキャット・キャットはトランペット、ミラベルはアコーディオンで音楽を奏で、ベルと野獣も「星に願いを」を歌唱。ところがハデスはうんざりしていた。続いてカジモド、ポカホンタス、アリエルも歌い、相変わらず音痴なスカットルを黙らせつつ歌うモーグリとバルー。ほうきたちが壊れたカメラを集め、さらにフェリックスが魔法のハンマーでカメラを修理し、ヘラクレスは梯子を立て直し、ゴッドマザーの魔法でグーフィーを浮かばせカメラを梯子に設置させる。白雪姫、ムーラン、アーシャが手を取り、ティガーに押し倒されながらも歌うプー。ラストはミッキーの手の上に乗ったジミニー・クリケットと共に仲間たちはフィナーレを飾る。そして、ディズニーの仲間たちは記念写真を撮ることに成功したのだった。

## 声の出演
| 役名                           | 原語版                                           | 日本語吹き替え版             |
| アニメーション                 | アニメーション                                   | アニメーション               |
| ------------------------------ | ------------------------------------------------ | ---------------------------- |
| ミッキーマウス                 | クリス・ディアマントポロス                       | 星野貴紀                     |
| ミニーマウス                   | ケイトリン・ロブロック                           | 遠藤綾                       |
| ドナルドダック                 | トニー・アンセルモ                               | 山寺宏一                     |
| ドナルドダック                 | クラレンス・ナッシュ（ライブラリ音声）           | 山寺宏一                     |
| グーフィー                     | ビル・ファーマー                                 | 宮本崇弘                     |
| プルート                       | ビル・ファーマー                                 | 原語版流用                   |
| スクルージ・マクダック         | アラン・ヤング（ライブラリ音声）                 | 市之瀬洋一                   |
| 白雪姫                         | ナタリー・バビット・テイラー                     | 小鳩くるみ                   |
| グランピー（おこりんぼ）       | ジョシュ・ロバート・トンプソン                   | 白熊寛嗣                     |
| ピノキオ                       | グリフェン・キャンベル                           | 川原瑛都                     |
| ジミニー・クリケット           | クリフ・エドワーズ（ライブラリ音声）             | 田村しげる（ライブラリ音声） |
| ストロンボリ                   | チャールズ・ジューデルス（ライブラリ音声）       | 大塚周夫（ライブラリ音声）   |
| サンパー（とんすけ）           | イアン・ルマンテ                                 | 長谷川悠大                   |
| サンパー（とんすけ）           | ピーター・ベーン（ライブラリ音声）               | 長谷川悠大                   |
| フラワー                       | スタン・アレクサンダー（ライブラリ音声）         | 湯澤真伍（ライブラリ音声）   |
| トード氏                       | エリック・ブロア（ライブラリ音声）               | 内田直哉                     |
| シンデレラ                     | ジェニファー・ヘイル                             | 鈴木より子                   |
| プリンス・チャーミング         | キース・ファーガソン                             | 風雅なおと                   |
| ジャック                       | ジミー・マクドナルド（ライブラリ音声）           | 原語版流用                   |
| ガス                           | ジミー・マクドナルド（ライブラリ音声）           | 原語版流用                   |
| マッドハッター（いかれ帽子屋） | アラン・テュディック                             | 伊藤昌一                     |
| チェシャ猫                     | スターリング・ホロウェイ（ライブラリ音声）       | 関時男                       |
| ピーター・パン                 | リー・スロボトキン                               | 鵜澤正太郎                   |
| ピーター・パン                 | ボビー・ドリスコール（ライブラリ音声）           | 鵜澤正太郎                   |
| トラスティ                     | ビル・バーコム（ライブラリ音声）                 | 滝口順平（ライブラリ音声）   |
| フローラ                       | ヴェルナ・フェルトン（ライブラリ音声）           | 麻生美代子（ライブラリ音声） |
| メリーウェザー                 | バーバラ・ルディ（ライブラリ音声）               | 野沢雅子                     |
| マーリン                       | ジム・メスキメン                                 | 後藤敦                       |
| モーグリ                       | フェニックス・ライサー                           | 鳴海竜明                     |
| バルー                         | ジム・カミングス                                 | 岡田誠                       |
| カー                           | スターリング・ホロウェイ（ライブラリ音声）       | 八代駿（ライブラリ音声）     |
| ロビン・フッド                 | ダニエル・ウルフ                                 | 大滝寛                       |
| リトル・ジョン                 | リチャード・エプカー                             | 丸山壮史                     |
| プー                           | ジム・カミングス                                 | かぬか光明                   |
| プー                           | スターリング・ホロウェイ（ライブラリ音声）       | かぬか光明                   |
| イーヨー                       | ジム・メスキメン                                 | 石塚勇                       |
| バーナード                     | ボブ・ニューハート                               | 山田康雄（ライブラリ音声）   |
| ドジャー                       | ビリー・ジョエル（ライブラリ音声）               | 原語版流用                   |
| アリエル                       | ジョディ・ベンソン                               | 小此木麻里                   |
| フランダー                     | ルーク・ロウ                                     | 野地祐翔                     |
| スカットル                     | ジェス・ハーネル                                 | 原語版流用                   |
| アースラ                       | パット・キャロル（ライブラリ音声）               | 森公美子                     |
| コーディ                       | アダム・ライアン（ライブラリ音声）               | 大友大輔（ライブラリ音声）   |
| ジョアンナ                     | フランク・ウェルカー（ライブラリ音声）           | 原語版流用                   |
| ベル                           | ペイジ・オハラ                                   | 平川めぐみ                   |
| 野獣（王子）                   | ロビー・ベンソン                                 | 山寺宏一                     |
| ガストン                       | リチャード・ホワイト                             | 武内駿輔                     |
| コグスワース                   | ボブ・ジョルズ                                   | 多田野曜平                   |
| アラジン                       | スコット・ウェインガー                           | 三木眞一郎                   |
| ジーニー                       | ロビン・ウィリアムズ（ライブラリ音声）           | 山寺宏一                     |
| アブー                         | フランク・ウェルカー（ライブラリ音声）           | 原語版流用                   |
| イアーゴ                       | ピョートル・マイケル                             | 大川透                       |
| ティモン                       | ネイサン・レイン                                 | 三ツ矢雄二                   |
| ラフィキ                       | ロバート・ギローム（ライブラリ音声）             | 槐柳二（ライブラリ音声）     |
| スカー                         | ジェレミー・アイアンズ                           | 壤晴彦                       |
| ポカホンタス                   | ジュディ・カーン                                 | 土居裕子                     |
| カジモド                       | トム・ハルス                                     | 石丸幹二                     |
| ハデス                         | ジェームズ・ウッズ                               | 嶋田久作                     |
| ムーラン                       | レア・サロンガ                                   | 伊東えり                     |
| クスコ                         | デヴィッド・スペード（ライブラリ音声）           | 藤原竜也                     |
| スティッチ                     | クリス・サンダース（ライブラリ音声）             | 山寺宏一                     |
| ジム・ホーキンス               | ジョセフ・ゴードン＝レヴィット（ライブラリ音声） | 原語版流用                   |
| 山高帽の男（グーブ）           | スティーブン・J・アンダーソン（ライブラリ音声）  | 原語版流用                   |
| カール                         | ハーランド・ウィリアムズ                         | 多田野曜平                   |
| ライノ                         | マーク・ウォルトン（ライブラリ音声）             | 天野ひろゆき（キャイ〜ン）   |
| ティアナ                       | アニカ・ノニ・ローズ                             | 鈴木ほのか                   |
| ルイス                         | マイケル・レオン・ウーリー（ライブラリ音声）     | 小林アトム（ライブラリ音声） |
| ラプンツェル                   | マンディ・ムーア                                 | 中川翔子                     |
| ヴァネロペ                     | サラ・シルバーマン（ライブラリ音声）             | 諸星すみれ                   |
| ラルフ                         | ジョン・C・ライリー                              | 山寺宏一                     |
| アナ                           | クリスティン・ベル                               | 清水理沙                     |
| エルサ                         | イディナ・メンゼル                               | 松たか子                     |
| オラフ                         | ジョシュ・ギャッド                               | 武内駿輔                     |
| クリストフ                     | ジョナサン・グロフ                               | 原慎一郎                     |
| ハンス                         | サンティノ・フォンタナ（ライブラリ音声）         | 原語版流用                   |
| ベイマックス                   | スコット・アドシット                             | 川島得愛                     |
| ジュディ・ホップス             | ジニファー・グッドウィン                         | 上戸彩                       |
| ニック・ワイルド               | ジェイソン・ベイトマン                           | 森川智之                     |
| フラッシュ                     | レイモンド・S・ペルシ                            | 村治学                       |
| モアナ                         | アウリィ・クラヴァーリョ                         | 屋比久知奈                   |
| マウイ                         | ドウェイン・ジョンソン                           | 尾上松也                     |
| ラーヤ                         | ケリー・マリー・トラン                           | 吉川愛                       |
| シス―                          | オークワフィナ                                   | 高乃麗                       |
| アントニオ・マドリガル         | ラヴィ・カボット＝コンヤーズ                     | 木村新汰                     |
| アーシャ                       | アリアナ・デボーズ                               | 生田絵梨花                   |
| 実写                           |                                                  |                              |
| バーニー・マッティンソン       | バーニー・マッティンソン                         | 仲野裕                       |
| インターン生                   | レニカ・ウィリアムズ                             | 横山友香                     |

その他の日本語版キャスト：aYano、内田ゆう、大木理紗、斉藤裕美子、立花敏弘、メロディー・チューバック、TOMU、永井崇多宏、原田真純、渕上祥人
この作品には、様々な年代に公開された映画のキャラクターが登場しているため、事情（年月の経過による成長や死去）により出演者の一部は、過去に収録した音声（子役時代や生前に収録された音声）を使用する「ライブラリ出演」の手法が取られている。

## スタッフ
| 翻訳         | いずみつかさ                                |
| 演出         | 向山宏志                                    |
| 音楽演出     | 市之瀬洋一                                  |
| 録音         | 門倉徹 河元麻理子                           |
| 調整         | Shepperton International                    |
| 録音制作     | スタジオ・エコー 村井亨子 木田早香          |
| 制作監修     | 須藤景子                                    |
| 日本語版制作 | Disney Character Voices International, Inc. |

## 楽曲
- 星に願いを（ディズニー映画『ピノキオ』より）歌：ペイジ・オハラ、ロビー・ベンソン、トム・ハルス、ジュディ・カーン、ジョディ・ベンソン、ジェス・ハーネル、フェニックス・ライサー、ジム・カミングス、ナタリー・バビット・テイラー、レア・サロンガ、アリアナ・デボーズ、クリフ・エドワーズ、クリス・ディアマントポロス、ケイトリン・ロブロック（原語版）／平川めぐみ、山寺宏一、石丸幹二、土居裕子、小此木麻里、鳴海竜明、岡田誠、小鳩くるみ、伊東えり、生田絵梨花、かぬか光明、田村しげる、星野貴紀、遠藤綾（日本語吹き替え版） ラストで全員が歌いフィナーレを飾った。伴奏はアラナデール、スキャット・キャット、ミラベルが担当する。
- On the Rooftop（ディズニー映画『ピーター・パン』より）
- Gettin' Hot in a Flash（ディズニー映画『プリンセスと魔法のキス』より）
- 愛のうたごえ（ディズニー映画『バンビ』より）
- きみもとべるよ!（ディズニー映画『ピーター・パン』より）
- レット・イット・ゴー（ディズニー映画『アナと雪の女王』より）エルサがハンスを凍らせる場面に使用されている。
- ワーク・スローリー・アンド・キャリー・ア・ビッグ・シュティック（ディズニー映画『ズートピア』より）
- フレンド・ライク・ミー（ディズニー映画『アラジン』より）ジーニーがオラフの前に姿を現す場面で使用されている。
- 強いぞ、ガストン（ディズニー映画『美女と野獣』より）歌：リチャード・ホワイト（原語版）／武内駿輔（日本語吹き替え版） 本編内でガストンが口ずさんでいる。
- 禿山の一夜（ディズニー映画『ファンタジア』より）本編内で子犬たちが『禿山の一夜』の一場面をテレビで視聴している場面で流れる。
- 王様のプラン（ディズニー映画『シンデレラ』より）
- 信じてほしい（ディズニー映画『ジャングル・ブック』より）歌：スターリング・ホロウェイ（原語版）／八代駿（日本語吹き替え版） 本編内でカーがクララベル・カウに催眠術を掛ける場面で使われている。
- 2ペンスを鳩に（ディズニー映画『メリー・ポピンズ』より）本編内でミッキーがウォルト・ディズニーの肖像画に語りかける場面で流れており、作曲者のリチャード・M・シャーマン自らがピアノソロを担当している。
- 美女と野獣（ディズニー映画『美女と野獣』より）
- Steamboat Bill（ディズニー映画『蒸気船ウィリー』より）

## 製作
本作は、2023年10月のウォルト・ディズニー・カンパニー創立100周年に向けて、トレント・コリーとダン・エイブラハムの両監督が、約8カ月間、自由時間にアイデアを出し合い、製作された。2人は本作を、ウォルト・ディズニー・アニメーション・スタジオへの「ラブレター」であると同時に、「この100年間、作品と関わってくれた観客の皆さんへの感謝の気持ち」と呼んでいる。本作には543人以上のキャラクターが登場し、40人以上のキャストが参加した。オラフの声を担当するジョシュ・ギャッドによると、この中には、ロビン・ウィリアムズが録音した未使用の音声を使用するジーニーの台詞も含まれるという。本作は、セルアニメ、CG、実写を組み合わせた作品となる。
日本語吹き替え版では現時点で存命している声優による新規収録の他、既に死去している声優のライブラリ出演が使用されている。

## 封切り
本作は、2023年6月11日に開催されたアヌシー国際アニメーション映画祭のオープニングセレモニーにてプレミア上映された。また、同年9月10日に開催されたデスティネーションD23のウォルト・ディズニー・スタジオのパネルでも上映され、スタンディングオベーションを受けた。その後、ウォルト・ディズニー・カンパニーは同年10月15日夜に同社傘下のテレビ局であるアメリカ・ABCテレビにて『ワンダフル・ワールド・オブ・ディズニー: ディズニー100周年記念セレブレーション』の一環として放映し、翌日16日に同じく同社運営の定額制動画配信サービスであるDisney+にて世界配信した。2024年4月18日からは日本語吹替版も追加されている。
2023年11月22日に劇場公開された『ウィッシュ』でも同時上映され、日本でも同年12月15日公開の同作品において、特別吹替付きで同時上映された。
2024年4月24日から『ウィッシュ』のMovieNEXが販売されるのに伴い、本作品も日本語吹替版と字幕版の両方をボーナス・コンテンツとして収録された。